# Ignacio A. Bravo
Ignacio A. Bravo (Guadalajara, 1835 – El Paso, 1918) è stato un generale messicano.
Combatté i francesi quando questi invasero il Messico nel 1862. Aveva il grado di capo politico. Fu fatto prigioniero e portato in Francia ove rimase per 9 anni, tornando poi in Messico.

## Biografia
Nel 1902, Porfirio Díaz lo nominó capo delle truppe federali che si trovavano nello Yucatán per sedare i movimenti degli indigeni Maya che proclamavano la guerra delle caste dal 1847. Le sue attività militari si conclusero nell'episodio bellico finale della guerra delle caste nel medesimo anno, con la conquista di Chan Santa Cruz, oggi capoluogo della municipalità di Felipe Carrillo Puerto, che era stato considerato un sito inespugnabile dei ribelli Maya.
Poco dopo, già scorporato il Territorio di Quintana Roo dallo stato dello Yucatán, il Presidente Porfirio Díaz lo nominò capo politico della regione. Durante la sua gestione la zona centrale di Quintana Roo si convertì in una colonia penale chiamata Cuerpo de Operarios, nota anche come "Inferno verde" o "Siberia Messicana".
Il 5 maggio del 1904 la cittadina di Chan Santa Cruz fu chiamata Chan Santa Cruz de Bravo in sua memoria e divenne allora il quartier generale e centro politico e militare del Territorio di Quintana Roo.
Più tardi, durante la dittatura di Victoriano Huerta, che aveva combattuto con lui i Maya nello Yucatán, Ignacio A. Bravo fu sostituito nel comando della sua divisione con l'accusa di inettitudine per aver lasciato passare Pancho Villa e insieme al generale Eutiquio Munguía fu sottoposto a giudizio del Consiglio di Guerra. Il generale Bravo venne quindi espulso dai rivoluzionari e lasciò il Messico per gli Stati Uniti, ove nel 1918 morì a El Paso, nel  Texas. I suoi resti sono sepolti in un cimitero-memoriale.